# فارنهام، اسکس
فارنهام (به انگلیسی: Farnham) یک روستا و محله مدنی در بریتانیا است که در آتلزفورد واقع شده‌است. فارنهام ۴۱۰ نفر جمعیت دارد.